# 利 (大曼徹斯特)
利（Leigh）是英國大曼徹斯特地區的一個城市，位於威根東南7.7英里（12），曼徹斯特市中心9.5英里（15.3）。人口約有46,000人。煤礦曾是這裡的主要產業。